# Ida Karkiainen
Ida Victoria Karkiainen, född 10 maj 1988 i Nedertorneå-Haparanda församling i Norrbottens län, är en svensk politiker (socialdemokrat). Hon är ordinarie riksdagsledamot sedan 2018 (dessförinnan tjänstgörande statsrådsersättare 2014–2015 och 2016–2018), invald för Norrbottens läns valkrets, och ordförande i konstitutionsutskottet sedan 2022. Karkiainen var Sveriges civilminister 30 november 2021–18 oktober 2022.

## Biografi
Karkiainen är bosatt i Haparanda och har studerat statsvetenskap vid Luleå Tekniska Universitet. Hon har arbetat vid avdelningen för regional utveckling vid Norrbottens läns landsting. Karkiainen sitter i kommunfullmäktige i Haparanda kommun sedan 2010, och ingick i kommunstyrelsen 2011–2014. Hon tjänstgjorde som statsrådsersättare i Sveriges riksdag för Sven-Erik Bucht mellan 2014 och 2018. Åren 2015–2016 var hon ledig från sitt uppdrag. Vid riksdagsvalet 2018 valdes Karkiainen in som ordinarie riksdagsledamot. Den 30 november 2021 utsågs hon till civilminister.
I riksdagsvalet 2022 omvaldes hon och återtog sin riksdagsplats eftersom Socialdemokraterna förlorade regeringsmakten.
Karkiainen ledde, tillsammans med förre riksdagsledamoten Leif Jakobsson, Socialdemokraternas valanalys efter valet 2022.

## Familj
Karkiainen är sedan tonåren sammanboende med Mattias Lind (född 1984), trumslagare i hårdrocksbandet Raubtier.